# Дјуркова
Дјуркова (слч. Ďurková) насељено је мјесто са административним статусом сеоске општине (слч. obec) у округу Стара Љубовња, у Прешовском крају, Словачка Република.

## Становништво
| Година:    | 1994. | 2004.   | 2014.    | 2024.   |
| ---------- | ----- | ------- | -------- | ------- |
| Број људи: | 262   | 276     | 239      | 219     |
| Разлика:   |       | +5,34 % | -13,40 % | -8,36 % |

| Година:    | 2023. | 2024.   |
| ---------- | ----- | ------- |
| Број људи: | 222   | 219     |
| Разлика:   |       | -1,35 % |

Према подацима о броју становника из 2024. године насеље је имало 219 становника.